# Bernardino Echeverría Ruiz
Bernardino Echeverría Ruiz, O.F.M., tên đầy đủ: Bernardino Carlos Guillermo Honorato Echeverría Ruiz (1912–2000) là một Hồng y người Ecuador của Giáo hội Công giáo Rôma. Ông từng đảm nhận vai trò Hồng y Đẳng Linh mục Nhà thờ Ss. Nereo ed Achilleo, Tổng giám mục đô thành Tổng giáo phận Guayaquil trong suốt 20 năm, từ năm 1969 đến năm 1989.
Vốn là một giáo sĩ trong vai trò lãnh đạo giáo hội địa phương, ông từng đảm trách vai trò giám mục chính tòa Giáo phận Ambato (1949–1969) trước khi tiến đến trở thành Tổng giám mục đô thành Guayaquil và song song với giai đoạn này, ông còn kiêm thêm chức Giám quản Tông Tòa Hạt Đại diện Tông Tòa Galápagos (1982–1984). Sau khi nghỉ hưu, ông còn đảm trách vai trò Giám quản Tông Tòa Giáo phận Ibarra (1990–1995). Ngoài lãnh đạo các giáo phận được bổ nhiệm, ông còn đảm nhận vị trí quan trong tại Hội đồng giám mục quốc gia như: Chủ tịch Hội đồng Giám mục Ecuador (1973–1975; 1984–1987). Ông được vinh thăng Hồng y ngày 26 tháng 11 năm 1994, bởi Giáo hoàng Gioan Phaolô II.

## Tiểu sử
Hồng y Bernardino Echeverría Ruiz sinh ngày 12 tháng 11 năm 1912 tại Cotacachi, Ecuador. Sau quá trình tu học dài hạn tại các cơ sở chủng viện theo quy định của Giáo luật, ngày 4 tháng 7 năm 1937, Phó tế Ruiz, 25 tuổi, tiến đến việc được truyền chức linh mục. Tân linh mục là thành viên linh mục đoàn Dòng Phanxicô.
Sau 12 năm thi hành các công việc mục vụ với thẩm quyền và cương vị của một linh mục, ngày 23 tháng 10 năm 1949, Tòa Thánh loan tin Giáo hoàng đã quyết định tuyển chọn linh mục Bernardino Echeverría Ruiz, 37 tuổi, gia nhập Giám mục đoàn Công giáo Hoàn vũ, với vị trí được bổ nhiệm là giám mục chính tòa Giáo phận Ambato. Lễ tấn phong cho vị giám mục tân cử được tổ chức sau đó vào ngày 4 tháng 12 cùng năm, với phần nghi thức chính yếu được cử hành cách trọng thể bởi 3 giáo sĩ cấp cao, gồm chủ phong là Tổng giám mục Efrem Forni, Sứ thần Tòa Thánh tại Ecuador; hai vị giáo sĩ còn lại, với vai trò phụ phong, gồm có giám mục Alberto Maria Ordóñez Crespo, giám mục chính tòa Giáo phận Bolivar và Giám mục Nicanor Carlos Gavinales Chamorro, giám mục chính tòa Giáo phận Portoviejo (Porto Vecchio). Tân giám mục chọn cho mình khẩu hiệu: PAX ET BONUM.
Chỉ sau khoảng thời gian 20 năm được chọn làm giám mục, Giám mục Ruiz được Tòa Thánh thăng Tổng giám mục, qua việc bổ nhiệm giám mục này làm Tổng giám mục đô thành Tổng giáo phận Guayaquil. Thông báo về việc bổ nhiệm này được công bố cách rộng rãi vào ngày 10 tháng 4 năm 1969. Song song với giai đoạn này, ông còn kiêm thêm chức vụ Giám quản Tông Tòa Hạt Đại diện Tông Tòa Galápagos, từ ngày 8 tháng 12 năm 1982 đến ngày 18 tháng 5 năm 1984.
Ngoài lãnh đạo giáo phận được bổ nhiệm, ông còn đảm nhận vị trí quan trong tại Hội đồng giám mục quốc gia như chức vụ Chủ tịch Hội đồng Giám mục Ecuador trong hai giai đoạn từ năm 1973 đến năm 1975, và từ năm 1984 đến năm 1987.
Ngày 7 tháng 12 năm 1989, Tòa Thánh chấp thuận đơn hồi hưu của ông, vì lý do tuổi tác, theo Giáo luật. Sau khi hồi hưu, ông giữ vai trò Giám quản Tông Tòa Giáo phận Ibarra, từ năm 1990 cho đến ngày 25 tháng 7 năm 1995.
Bằng việc tổ chức công nghị Hồng y năm 1994 được cử hành chính thức vào ngày 26 tháng 11, Giáo hoàng Gioan Phaolô II đưa ra quyết định vinh thăng Tổng giám mục Bernardino Echeverría Ruiz tước vị danh dự của Giáo hội Công giáo, Hồng y. Tân Hồng y thuộc Đẳng Hồng y Linh mục và Nhà thờ Hiệu tòa được chỉ định là Nhà thờ Ss. Nereo ed Achilleo.
Ông qua đời ngày 6 tháng 4 năm 2000, thọ 88 tuổi.